# Peter Otto Clauß

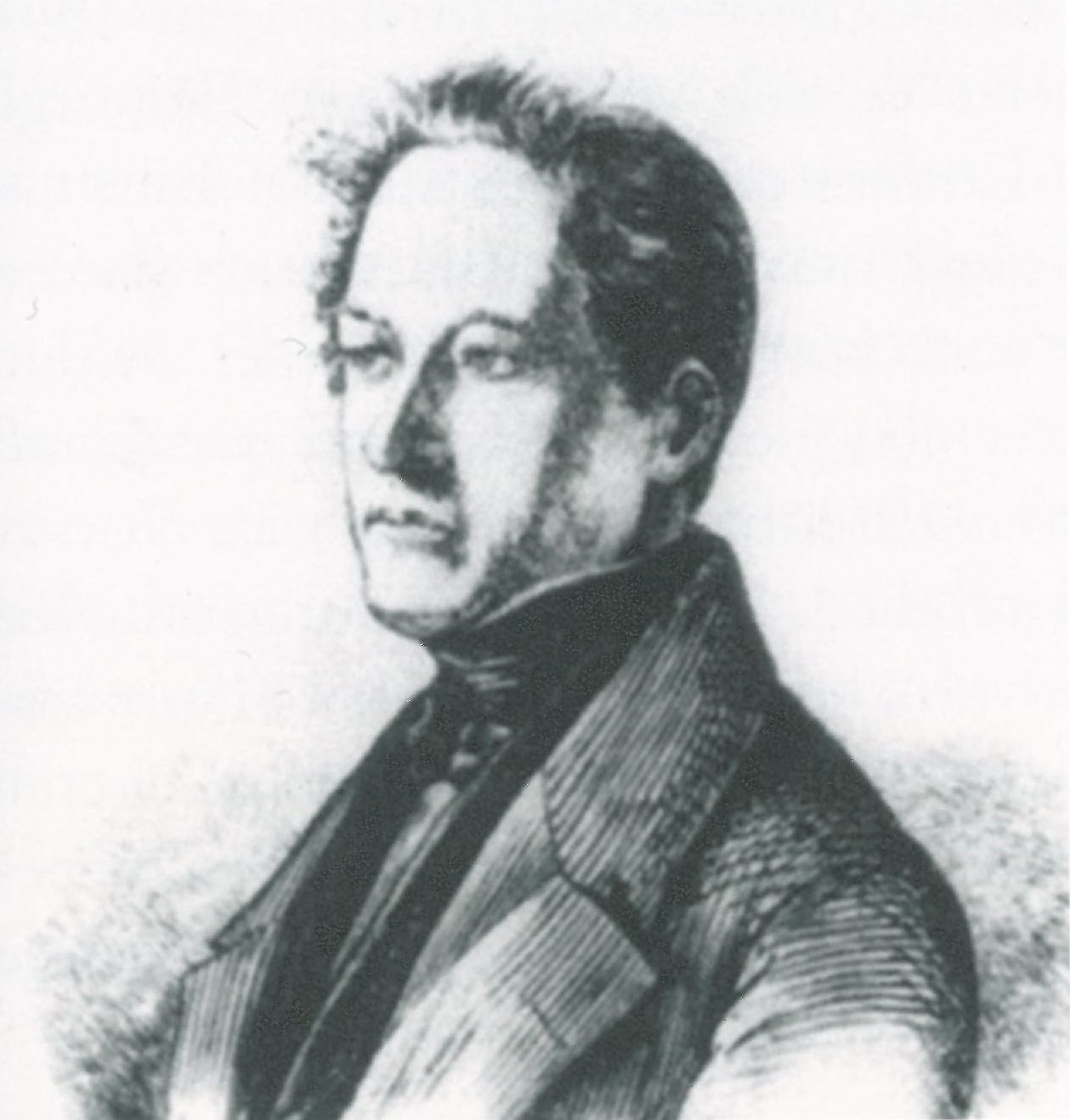
Peter Otto Clauß

Peter Otto Clauß (* 21. Oktober 1787 in Leipzig; † 29. Januar 1872 in Chemnitz) war ein deutscher Industrieller und Politiker.

## Leben und Wirken
Der aus der sächsischen Messestadt Leipzig stammende Clauß absolvierte eine kaufmännische Ausbildung in England. 1809 trat er in die Firma Benjamin Gottlieb Pflugbeil & Co. ein, die in Chemnitz eine Kattundruckerei und in Plaue bei Flöha eine Baumwollspinnerei betrieb. Gemeinsam mit seinem jüngeren Bruder Ernst Iselin Clauß übernahm er 1815 von ihrem Schwager, Geheimrat Seeber, das Unternehmen. 1828 trennten sie die Geschäfte. Peter Otto Clauß führte fortan die Chemnitzer Kattunfabrik, sein Bruder übernahm die Spinnerei unter seinem eigenen Namen. Seit 1820 war Jacob Bernhard Eisenstuck in der Firma von Clauß als kaufmännischer Auszubildender und schließlich ab 1831 als Teilhaber tätig. 
Clauß engagierte sich in zahlreichen politischen und unternehmerischen Vereinen. 1828 war Mitbegründer und Vorstandsmitglied des Industrie-Vereins für das Königreich Sachsen und 1836 einer der Begründer der Vereinigung Sächsischer Spinnereibesitzer Chemnitz. Er gehörte weiterhin dem Literarischen Verein, dem Gustav-Adolf-Verein, dem Verein zur Fürsorge für die aus inländischen Straf- und Versorgungsanstalten entlassenen an und war Ehrenmitglied der Loge Zur Harmonie und Mitglied der Erzgebirgischen Eisenbahngesellschaft.
Von 1832 bis 1835 war er Mitglied des Chemnitzer Stadtrats. Von 1833 bis 1847 war er einer der Abgeordneten des Handels und Fabrikwesen in der II. Kammer des Sächsischen Landtags. 1844 begleitete er den Juristen und späteren sächsischen Ministerpräsidenten Alexander Karl Hermann Braun durch einige süddeutsche Staaten, um dort die öffentlichen Gerichtsverhandlungen zu studieren. Er war Ehrenbürger der Stadt Chemnitz.
Nachdem er sich bereits vor der Märzrevolution 1848 aus dem politischen Leben zurückgezogen hatte, verkaufte er 1850 sein Unternehmen.